# Брей-сюр-Руайа (кантон)
Брей-сюр-Руайа́ (фр. Breil-sur-Roya) — упразднённый кантон во Франции, в регионе Прованс — Альпы — Лазурный Берег, департамент Приморские Альпы. Входил в состав округа Ницца. Код INSEE кантона — 0604.
До марта 2015 года в состав кантона Брей-сюр-Руайа входило 3 коммуны, административный центр располагался в коммуне Брей-сюр-Руайа.

## Коммуны кантона
| Коммуна        | Население, чел. (1999) | Почтовый индекс | Код INSEE |
| -------------- | ---------------------- | --------------- | --------- |
| Брей-сюр-Руайа | 2028                   | 06540           | 06023     |
| Саорж          | 396                    | 06540           | 06132     |
| Фонтан         | 234                    | 06540           | 06062     |

## Население
Население кантона на 2007 год составляло 2 834 человека.
| 1962 | 1968 | 1975 | 1982 | 1990 | 1999  | 2006 | 2007  | 2008 |
| ---- | ---- | ---- | ---- | ---- | ----- | ---- | ----- | ---- |
| —    | —    | —    | —    | —    | 2 658 | —    | 2 834 | —    |

По закону от 17 мая 2013 и декрету от 24 февраля 2014 года количество кантонов в департаменте Приморские Альпы уменьшилось с 52-х до 27-ми. Новое территориальное деление департаментов на кантоны вступило в силу во время выборов 2015 года. После реформы кантон был упразднён.